# Kvarnbäcken
Kvarnbäcken is een gehucht in Zweden, dat op minder dan 10 km van de Botnische Golf ligt, in de gemeente Piteå.
De Länsväg 374 komt langs Kvarnbäcken en het ligt aan de (goederen)spoorlijn tussen Älvsbyn en Piteå.
Kvarnbäcken is ook de naam van een beek, die langs het dorp loopt. De beek is ongeveer 4 kilometer lang.
Bestuurscentrum: Piteå
Tätort: Bergsviken · Blåsmark · Böle · Hemmingsmark · Hortlax · Jävre · Lillpite · Norrfjärden · Roknäs · Rosvik · Sikfors · Sjulsmark · Svensbyn. 
Småort: Arnemark · Bertnäs · Bertnäs · Edet  · Grundvik · Holmträsk · Koler · Kopparnäs · Långträsk · Maran en Skatan · Näsudden en Berget · Nybyn · Ön · Pålberget · Pite havsbad · Storsund · Svedjan en Träsket · Liden · (Yttrefjärd östra strandbad)
Overig: Borgfors · Flötuträsk · Granträskmark · Gråträsk · Högsböle · Högsböleskiftet · (Infjärden) · Jävrebodarna · Klubbfors · Kvarnbäcken · Långnäs · Munksund · Pitsund · Sjulnäs